# El Salvador nos Jogos Pan-Americanos de 1979
El Salvador competiu nos Jogos Pan-Americanos de 1979 em San Juan, Porto Rico, de 1 a 15 de julho de 1979. Conquistou uma medalha nesta edição.